# Wise (azienda)
Wise è un'azienda multinazionale britannica che opera nel settore dei servizi di trasferimento di denaro.
Fondata nel 2011 con il nome di TransferWise da Taavet Hinrikus, il primo impiegato di Skype, e Kristo Käärmann, un ex consulente finanziario, oggi supporta circa 645 rotte monetarie e fornisce servizi di trasferimento di denaro con copertura quasi totale in Europa, Asia, America, Oceania, nonché in Sudafrica, Ghana, Kenya, Nigeria, Egitto e Marocco. Il 22 febbraio 2021 ha annunciato il cambio di nome da TransferWise a Wise.

## Come funziona

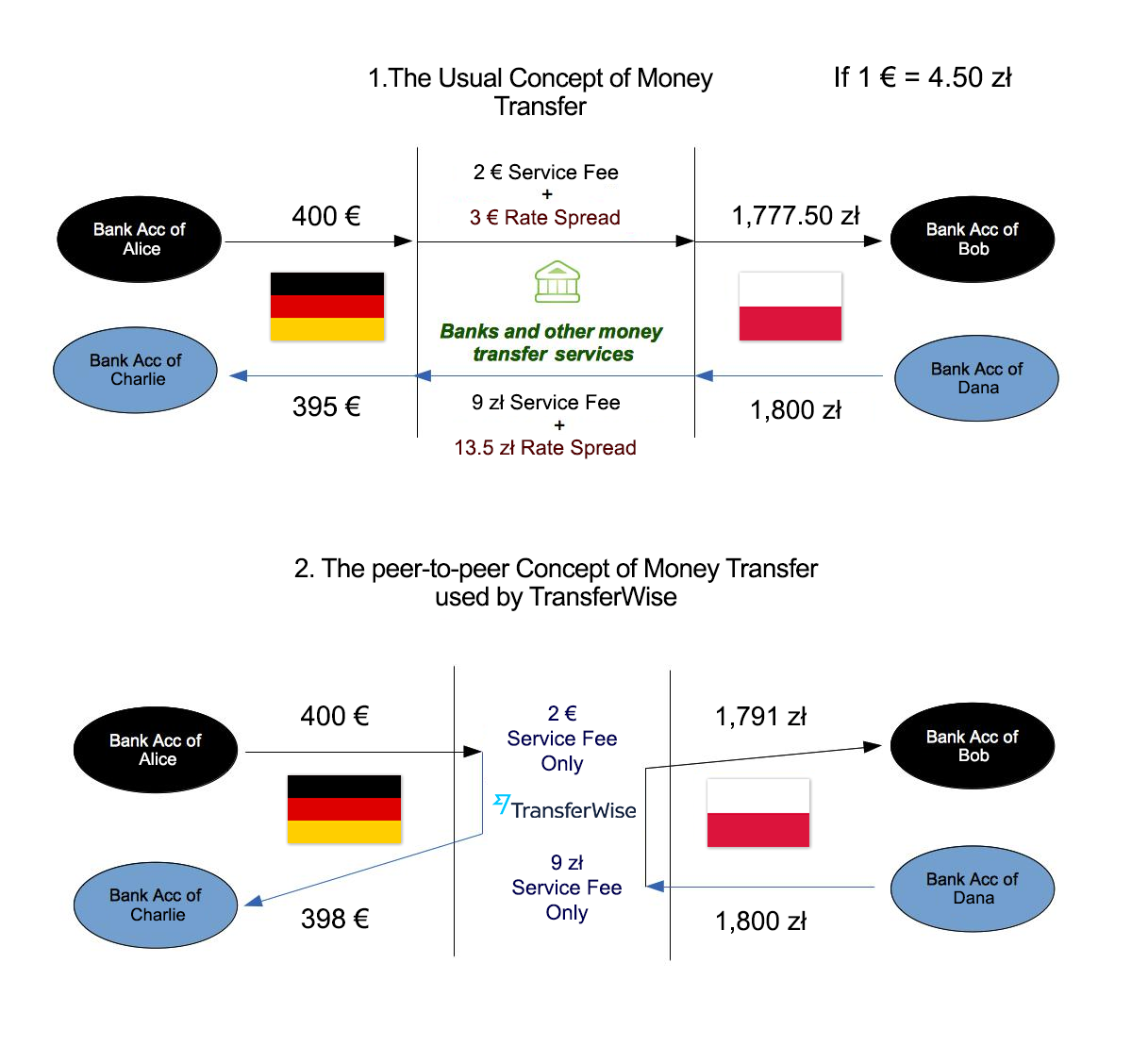
Come funziona Wise (in lingua inglese)

Similmente al sistema di pagamenti hawala, Wise adotta il principio del peer-to-peer per trasferire denaro in tutto il mondo. Ad esempio, se un cliente tedesco ha intenzione di trasferire sterline in Regno Unito, gli verrà richiesto di versare la somma in euro dal suo conto locale tramite carta o bonifico, in favore di un conto Wise denominato in euro.
Wise riceverà il denaro e si preoccuperà di convertirlo in sterline, inviandolo tramite una banca partner direttamente sul conto del destinatario finale.
Pertanto, il denaro verrà trasferito all'estero tramite due pagamenti locali, invece che internazionali: ciò consente di abbattere significativamente i costi e risparmiare fino al 90% rispetto ai tradizionali bonifici bancari internazionali offerti dalle banche.
Infine, Wise applica il tasso medio di mercato per tutti i suoi trasferimenti di denaro, oltre ad applicare una commissione.